# Анхар-е-Софлі
Анхар-е-Софлі (перс. انهر سفلی) — село в Ірані, входить до складу дехестану Ровзех-Чай у Центральному бахші шахрестану Урмія провінції Західний Азербайджан.